# 广州路站
广州路站位于中华人民共和国四川省成都市天府新区，是成都地铁1号线的地下车站。

## 车站概要
本站位于蜀州路和厦门路东段交汇处南侧，沿蜀州路呈南北向布置，于2018年3月18日开通使用，因临近广州路而得名。因本站临近中国西部国际博览城南门，为方便前往西博城的乘客，线路标识中成都地铁通常会在本站的站名后附加备注“西博城南”四个字。

## 车站结构

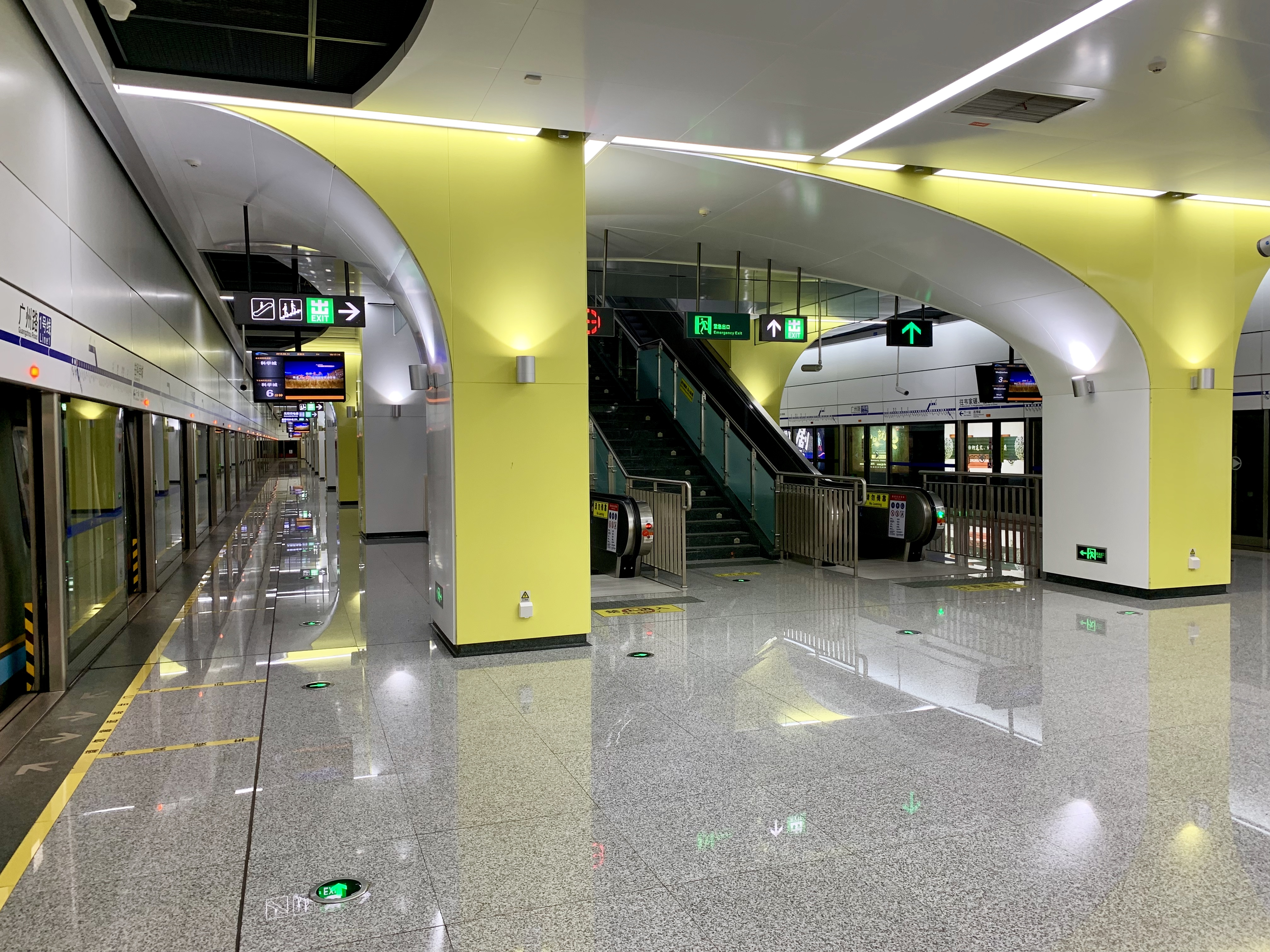
站台层
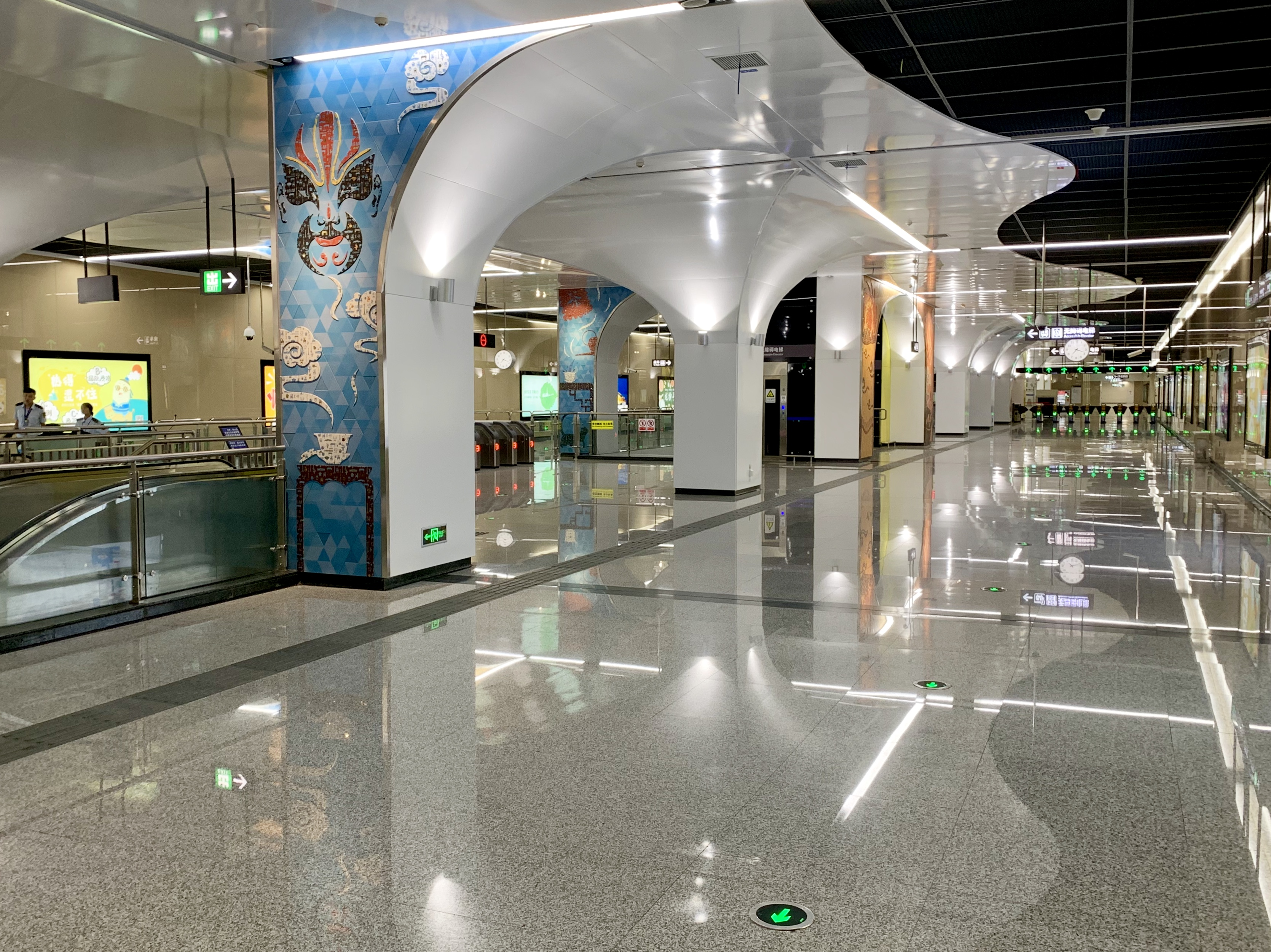
站厅层付费区内
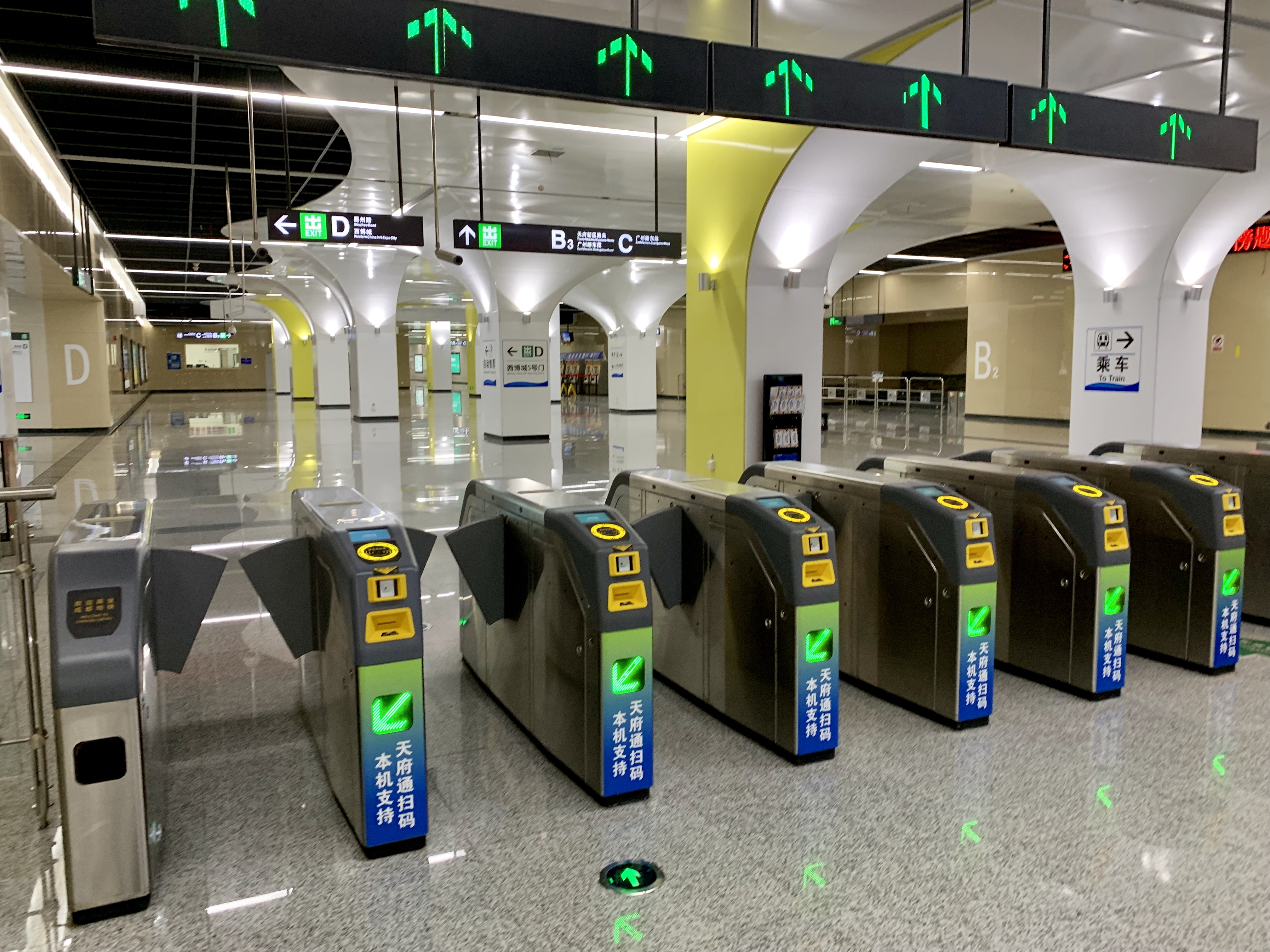
站厅层付费区外
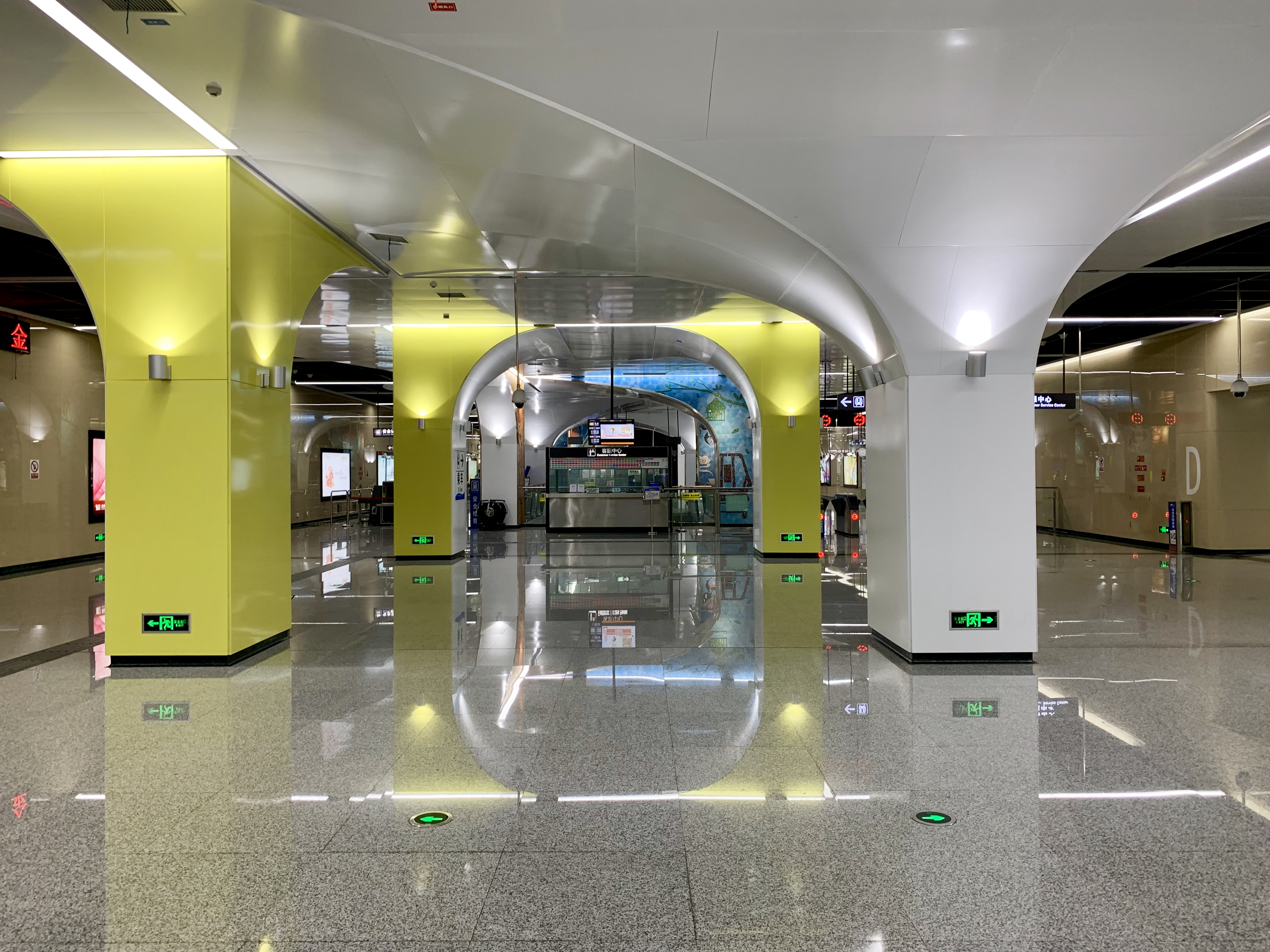
站厅层概览
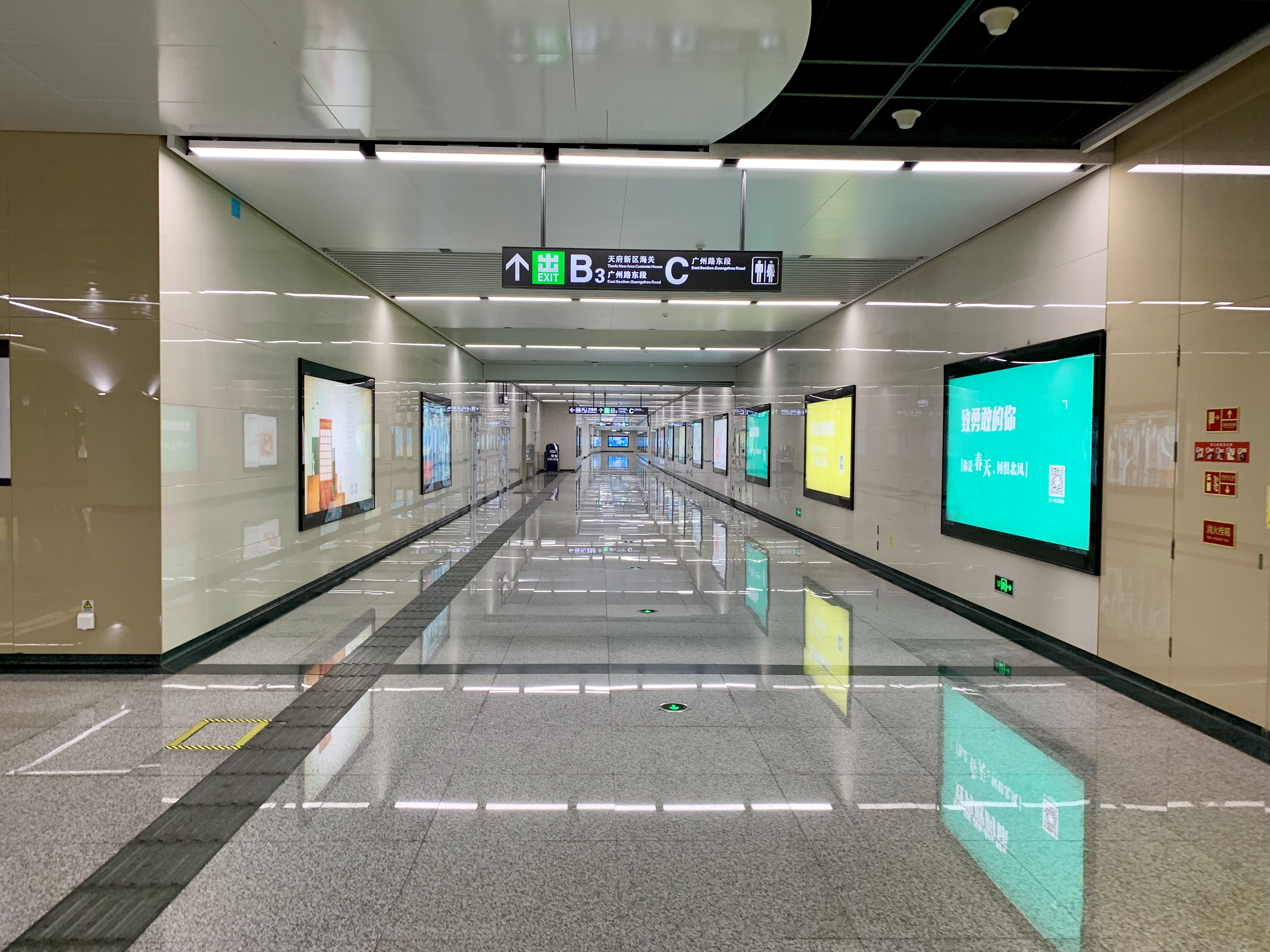
出站通道

本站为地下双层岛式站台车站，车站右线长度为482.021米，左线长度为484.352米。
| 地面      |                                  | 出入口                           |  |
| 地下 一层 | 站厅层                           | 安检、售票机、站内商店           |  |
| 地下 二层 |                                  | 1号线列车往韦家碾方向 （西博城） |  |
| 地下 二层 | 岛式站台，左边车门将会开启       |                                  |  |
| 地下 二层 | 1号线列车往科学城方向 （兴隆湖） |                                  |  |

## 内装与公共艺术
本站为1号线三期工程4座艺术重点站之一。本站延续1号线一期“一站一景”的传统，站厅以博览会的展陈展示为创意，使用间接照明，融合空间、建筑、雕塑的艺术理念，柱面及连接区域采用弧边造型，形成“一步一景”的视觉效果。

### 艺术柱《城市之窗》

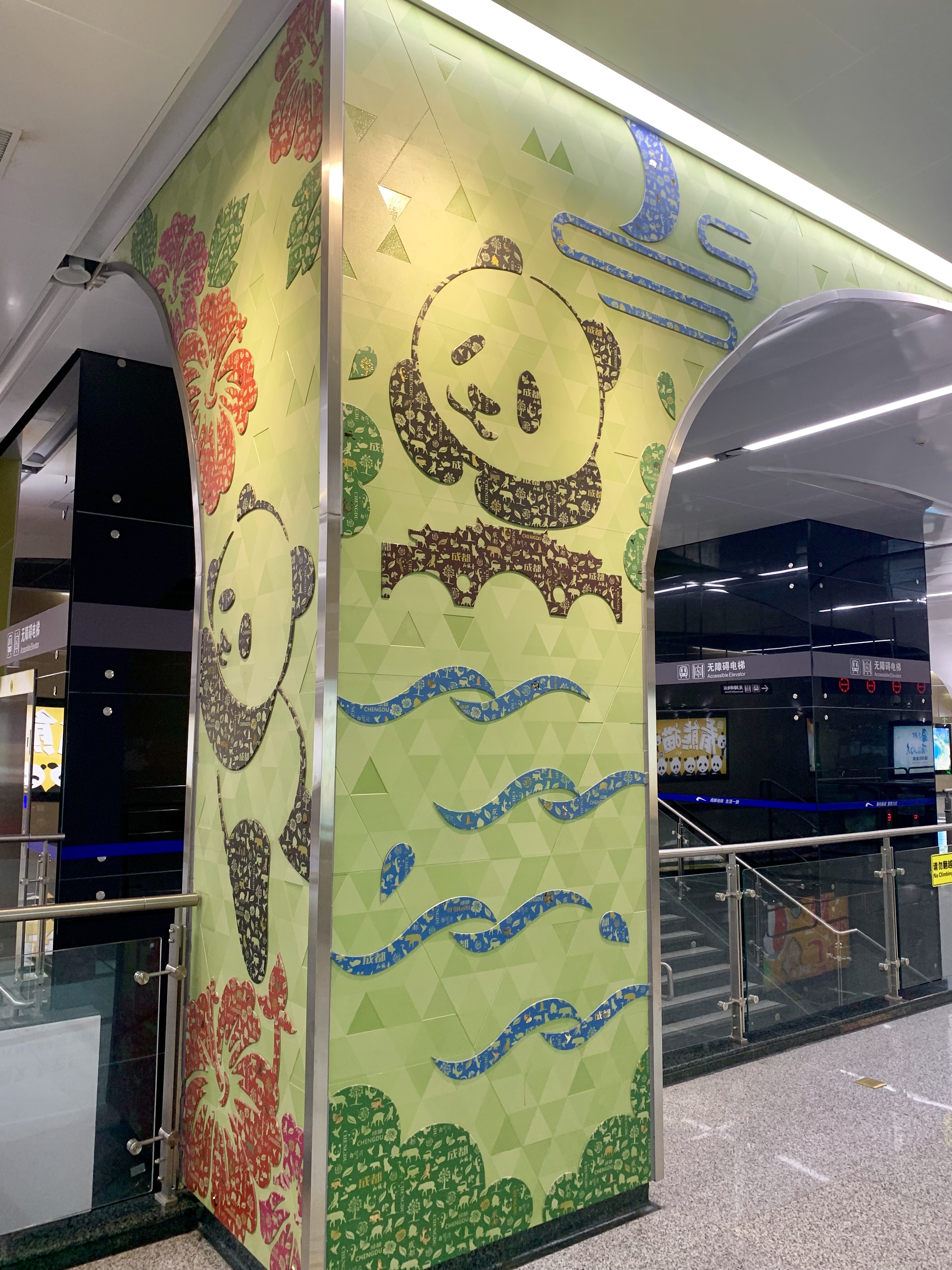
以熊猫、芙蓉花等为主题的艺术柱细节

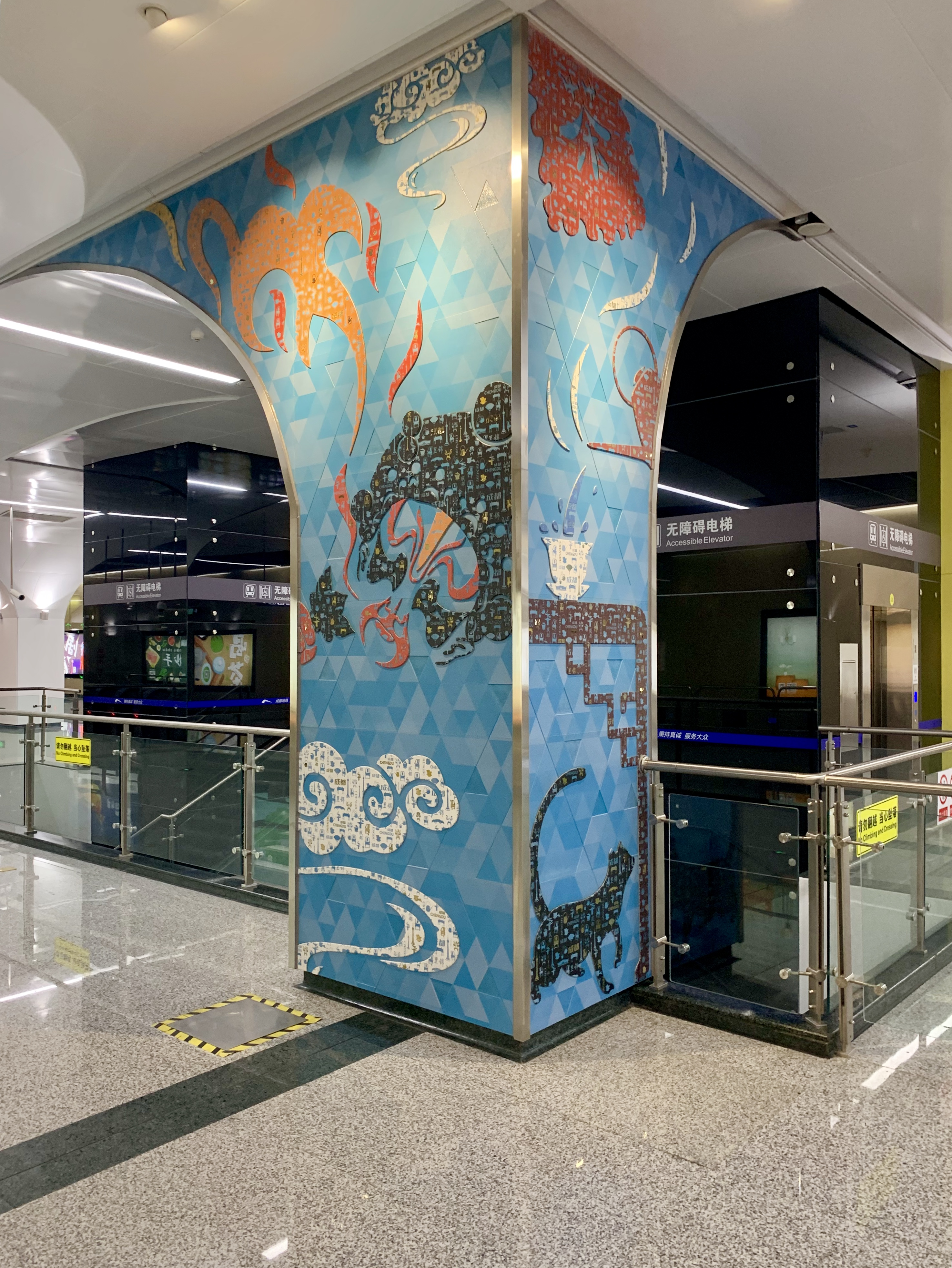
以变脸、盖碗茶等为主题的艺术柱细节

绘有大熊猫、太阳神鸟、芙蓉花、川剧变脸、盖碗茶等成都标志性元素。

## 出入口信息
本站目前开放6个出入口。
| 出口编号     | 设施         | 地点               | 可到达目的地            | 照片 |
| ------------ | ------------ | ------------------ | ----------------------- | ---- |
|              |              |                    |                         |      |
|              |              | 蜀州路             |                         |      |
| 出口 · B · 3 | 无障碍卫生间 | 广州路东段         | 天府新区海关            |      |
| 出口 · C     |              | 广州路东段         |                         |      |
| 出口 · D     |              | 蜀州路             | 中国西部国际博览城5号门 |      |
| 出口 · E     | 无障碍电梯   | 蜀州路             | 中国西部国际博览城4号门 |      |
| 出口 · F     |              | 厦门路东段、蜀州路 | 中国西部国际博览城4号门 |      |

## 公交换乘
T1路、T6路等。

## 大事记
- 2016年6月28日，主体结构封顶[3]；
- 2018年3月18日，正式开通使用[1]。